# Carl Ahlers
Carl Ahlers (auch: Karl Ahlers und Carl Georg Ahlers Karl Georg Ahlers; * um 1823 in Bremervörde; † 15. April 1868 in Linden) war ein deutscher Fabrikant und Wirtschaftsfunktionär.

## Leben
Karl Georg Ahlers studierte in Chemnitz an der damaligen Königlich Sächsischen Höhere Gewerbeschule und erlernte bei Ernst Otto Clauß in der Baumwollspinnerei E.I. Clauß in Plaue dann in der Praxis den Betrieb einer solchen Einrichtung. Anschließend vertiefte Ahlers seine Ausbildung durch den Besuch gleichartiger Fabriken in der Schweiz, im Elsass, in Belgien sowie in England, um anschließend in Sachsenburg in Sachsen die Leitung eines dort mit einem Mühlenetablissement verbundenen Baumwollspinnerei zu übernehmen.
Ab 1853 und bis zu seinem Tod führte Karl Ahlers als Direktor die Hannoversche Baumwollspinnerei und -weberei.
Im Frühjahr 1857 wurde Ahlers als Mitglied in die Direktion des Gewerbevereins für das Königreich Hannover gewählt, der er anschließend ununterbrochen angehörte. Zeitweilig parallel dazu wirkte Ahlers als Mitglied des Verwaltungsrates der Hannoverschen Bank sowie von 1867 bis 1868 als ordentliches Mitglied oder als Mitglied im Vorstand der hannoverschen Handelskammer.
Neben seiner Tätigkeit in der Textilindustrie agierte Karl Ahlers als ehrenamtlicher Ratgeber sowohl bei Fragen industrieller als auch in kaufmännischen und Handels-Angelegenheiten.
Karl Ahlers starb am 15. April 1868 in Linden im Alter von 45 Jahren.

## Schriften
- Die Meßmaschine von Joseph Hacking in Bury (Lancashire), in Friedrich Heeren, Moritz Rühlmann, Wilhelm Georg Niemeyer (Red.): Mittheilungen des Gewerbevereins für das Königreich Hannover, Neue Folge 1858, Heft 3, Spalte 156; Digitalisat